# Draba kuramensis
Draba kuramensis là một loài thực vật có hoa trong họ Cải. Loài này được Yunusov mô tả khoa học đầu tiên năm 1975.